# Trinidad (Uruguai)
Trinidad é uma cídade do Uruguai, capital do Departamento de Flores.
Trinidad foi fundada em 1805 pelo General José Gervasio Artigas, líder da independência uruguaia